# Dicranota pristis
Dicranota (Rhaphidolabis) pristis là một loài ruồi trong họ Pediciidae. Chúng phân bố ở vùng Indomalaya.